# Northrop Grumman

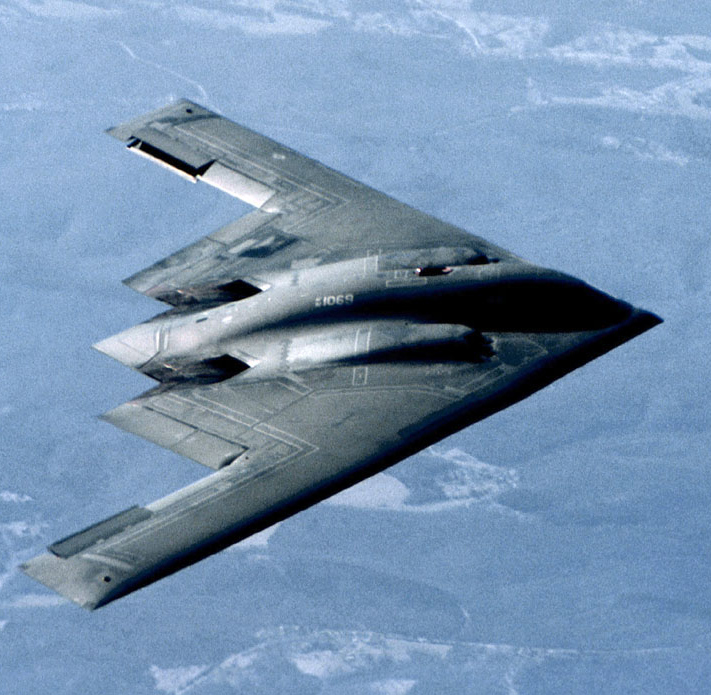
Alguns dels vehicles més costosos del món, com el bombarder estratègic B-2 Spirit, són realitzats per Northrop Grumman per al govern dels Estats Units

Northrop Grumman Corporation és un conglomerat d'empreses aeroespacials nord-americanes i de defensa, resultat de la fusió de les companyies Northrop i Grumman. L'empresa és el tercer major contractista de defensa militar dels EUA, i el constructor número 1 de vaixells de guerra.
El producte més conegut de Northrop Grumman és l'avió B-2 Spirit. Thomas Jones va ser el president de Northrop mentre es desenvolupava el B-2, era un bon amic dels presidents dels Estats Units Richard Nixon i Ronald Reagan, sota el mandat dels quals es va desenvolupar aquest bombarder.
En 2004, tenia 125.400 empleats treballant en centenars de naus en els Estats Units i en altres països, amb un crèdit anual de 172.000 milions de dòlars.
Malgrat la necessitat de reduir les despeses després del final de la Guerra Freda, Northrop Grumman té una gran varietat de divisions. No obstant això, la seva estratègia de negoci ha començat a donar resultats, ja que la situació financera actual de la companyia és bona, i segueix llançant nous productes en totes les seves divisions.

## Història
Establerta originalment a Califòrnia en 1939, Northrop Corporation es va traslladar a Delaware en 1985. En 1994, Northrop Aircraft es va fusionar amb Grumman Aerospace per crear la companyia Northrop Grumman. Les dues companyies estaven establertes en la indústria aeronàutica i Grumman era famosa per la construcció del Mòdul Lunar de l'Apollo. La nova companyia va adquirir la Westinghouse Electronic Systems en 1996, un fabricant principal de sistemes de radar. Logicon, un contractista de computadores de defensa, va ser afegit en 1997. Anteriorment, Logicon havia adquirit a Geodynamics Corporation en març de 1996 i Syscon Corporation en febrer de 1995.
Un intent de fusió entre Northrop Grumman i el seu competidor Lockheed Martin no va ser aprovat pel govern nord-americà en 1998, retardant la consolidació de la indústria de defensa. Però en 1999, la companyia va adquirir a Teledyne Ryan que desenvolupava sistemes de vigilància i aeronaus no tripulades. També va adquirir aquest mateix any Califòrnia Microwave, Inc. i Data Procurement Corporation. Es van adquirir altres companyies incloent International Research Institute Inc. (1998), Federal Data Corporation (2000), Navia Aviation As (2000), Comptek Research, Inc. (2000), i Sterling Software, Inc. (2000).
En 2001, la companyia va adquirir Litton Industries, una drassana i un proveïdor de sistemes electrònics de defensa de l'Armada dels Estats Units. Durant el procés d'adquisició, es va crear una nova companyia a Delaware, i es va fusionar amb Northrop Grumman mitjançant un intercanvi d'accions en abril de 2001. Northrop Grumman i Litton van esdevenir empreses de la nova companyia. L'original Northrop Grumman Corporation va canviar el seu nom per Northrop Grumman Systems Corporation, i la companyia va rebre el nom de Northrop Grumman Corporation.
Posteriorment, es van afegir a la companyia les drassanes Newport News Shipbuilding, una de les dues empreses fabricants de submarins nuclears. Northrop Grumman i Boeing han col·laborat en el concepte de disseny de la nau espacial Orion de la NASA (coneguda com a CEV, Crew Exploration Vehicle), però el contracte va ser adjudicat al seu rival Lockheed Martin el 31 d'agost de 2006.

## Divisions
- Electrònica
- Tecnologia de la informació
- Indústria naval
- Indústria aeroespacial
- Electromecànica
- Circuits integrats
- Seguretat informàtica